# Ites colasi
Ites colasi là một loài bọ cánh cứng trong họ Cerambycidae.